# Taksim Stadyumu
Taksim Stadyumu – nieistniejący już stadion piłkarski w Stambule, w Turcji. Istniał w latach 1921–1940. Mógł pomieścić 10 000 widzów. Użytkowany był przez czołowe kluby ze Stambułu, grała na nim również Reprezentacja Turcji.
Stadion powstał w 1921 roku na wewnętrznym dziedzińcu zabudowań koszarów Taksim. Obiekt użytkowany był przez czołowe kluby ze Stambułu, w tym przez Galatasaray, Fenerbahçe i Beşiktaş, grała na nim również Reprezentacja Turcji (mecz przeciwko Rumunii 26 października 1923 roku (2:2) był pierwszym w historii, jaki rozegrała drużyna Turcji). Podczas meczu towarzyskiego w 1934 roku pomiędzy drużynami Galatasaray i Fenerbahçe doszło do masowej inwazji kibiców na boisko, co zakończyło przyjaźń między tymi klubami. Pojemność obiektu zaczęła być niewystarczająca, w związku z czym Fenerbahçe przeniosło się z powrotem na swój Fenerbahçe Şükrü Saracoğlu. Wkrótce miasto podjęło decyzję o budowie nowego obiektu położonego bliżej Bosforu. Budowa stadionu İnönü rozpoczęła się w 1939 roku, jednak z powodu wybuchu II wojny światowej trwała aż do 1947 roku. Nowy stadion stał się domową areną Beşiktaşu, do czasu przeprowadzki w 1964 roku na stadion im. Alego Sami Yena grał na nim również Galatasaray. Taksim Stadyumu wraz z zabudowaniami koszarów został rozebrany w 1940 roku, a teren zamieniono w park Gezi.